# José Ángel Rebolledo Zabache
José Ángel Rebolledo Zabache (Bilbao, 5 d’octubre de 1941) és un director de cinema, guionista, actor i productor basc. A més, és propietari de la productora Aiete Producciones juntament amb Imanol Uribe, Javier Aguirresarobe i Gonzalo Fernández Berridi.

## Biografia
Va estudiar Enginyeria Industrial a Bilbao però uns anys més tard va deixar la seva professió i va marxar a Madrid per estudiar a l'Escola Oficial de Cinematografia. El 1973 va obtenir el títol de director. L'any 1974 va rodar Arriluce, la seva primera pel·lícula fora de l'escola i des d'aleshores va participar en diverses produccions cinematogràfiques com a muntador, ajudant de direcció, guionista i director.
El 1991 es va doctorar a la Universitat del País Basc amb la tesi "La cualidad narrativa del cine y la organización de sus recursos en ""El diablo dijo no"" de Ernst Lubitsch", i va ser investigador a la Facultat de Ciències Socials i la Comunicació d'aquesta universitat del 1993 al 2011.

## Filmografia
| Any  | Pel·lícula            |
| ---- | --------------------- |
| 1985 | Fuego eterno          |
| 1988 | Udazkeneko euria      |
| 2004 | ¡Hay motivo!          |
| 2008 | Txarriboda Zubizarran |